# Teresa Chipia
Teresa Chipia est une femme politique angolaise. 

## Biographie
Membre de l'Union nationale pour l'indépendance totale de l'Angola (UNITA), elle est élue députée de l'Angola aux élections nationales depuis le 28 septembre 2017,,.
Chipia est licenciée en sociologie, elle a travaillé comme professeure. De 1992 à 1995, elle a été présidente provinciale de la Liga da Mulher Angolana (Ligue des femmes d'Angola, LIGA). De 2010 à 2017, Elle était secrétaire du Comité permanent de la commission politique de l'UNITA.